# Campeonato Europeo Sub-16 de la UEFA 1991
El Campeonato Europeo Sub-16 de la UEFA 1991 se llevó a cabo en Suiza del 8 al 18 de mayo y contó con la participación de 16 selecciones infantiles de Europa provenientes de una fase eliminatoria.
España venció en la final a Alemania para conseguir su tercer título continental de la categoría.

## Participantes
| - Austria - Bulgaria - Dinamarca - Finlandia | - Francia - Alemania - Grecia - Islandia | - Polonia - Portugal - Rumania - Unión Soviética | - España - Suecia - Suiza - Yugoslavia |

## Fase de grupos

### Grupo A
| País     | J | G | E | P | GF | GC | GD | Pts |
| -------- | - | - | - | - | -- | -- | -- | --- |
| Alemania | 3 | 2 | 0 | 1 | 7  | 3  | +4 | 4   |
| Austria  | 3 | 2 | 0 | 1 | 5  | 3  | +2 | 4   |
| Suecia   | 3 | 2 | 0 | 1 | 2  | 1  | +1 | 4   |
| Bulgaria | 3 | 0 | 0 | 3 | 1  | 8  | -7 | 0   |

| Equipo 1 | Resultado | Equipo 2 |
| -------- | --------- | -------- |
| Bulgaria | 0-1       | Suecia   |
| Austria  | 3-1       | Alemania |
| Bulgaria | 1-2       | Austria  |
| Suecia   | 0-1       | Alemania |
| Alemania | 5-0       | Bulgaria |
| Austria  | 0-1       | Suecia   |

### Grupo B
| País     | J | G | E | P | GF | GC | GD | Pts |
| -------- | - | - | - | - | -- | -- | -- | --- |
| Grecia   | 3 | 2 | 1 | 0 | 6  | 1  | +5 | 5   |
| Portugal | 3 | 2 | 1 | 0 | 4  | 1  | +3 | 5   |
| Polonia  | 3 | 0 | 1 | 2 | 1  | 3  | -2 | 1   |
| Suiza    | 3 | 0 | 1 | 2 | 1  | 7  | -6 | 1   |

| Equipo 1  | Resultado | Equipo 2 |
| --------- | --------- | -------- |
| Grecia    | 1-0       | Polonia  |
| Suiza     | 0-2       | Portugal |
| Portugal  | 1-1       | Grecia   |
| Polonia   | 1-1       | Suiza    |
| Suiza     | 0-4       | Grecia   |
| Portugal} | 1-0       | Polonia  |

### Grupo C
| País      | J | G | E | P | GF | GC | GD | Pts |
| --------- | - | - | - | - | -- | -- | -- | --- |
| Francia   | 3 | 2 | 1 | 0 | 7  | 1  | +6 | 5   |
| Finlandia | 3 | 1 | 1 | 1 | 3  | 3  | 0  | 3   |
| Rumania   | 3 | 1 | 1 | 1 | 3  | 5  | -2 | 3   |
| Dinamarca | 3 | 0 | 1 | 2 | 3  | 7  | -4 | 1   |

| Equipo 1  | Resultado | Equipo 2  |
| --------- | --------- | --------- |
| Dinamarca | 1-1       | Rumania   |
| Finlandia | 0-0       | Francia   |
| Francia   | 3-0       | Rumania   |
| Finlandia | 2-1       | Dinamarca |
| Rumania   | 2-1       | Finlandia |
| Francia   | 4-1       | Dinamarca |

### Grupo D
| País            | J | G | E | P | GF | GC | GD | Pts |
| --------------- | - | - | - | - | -- | -- | -- | --- |
| España          | 3 | 2 | 0 | 1 | 8  | 5  | +3 | 4   |
| Unión Soviética | 3 | 2 | 0 | 1 | 6  | 5  | +1 | 4   |
| Islandia        | 3 | 1 | 0 | 2 | 3  | 5  | -2 | 2   |
| Yugoslavia      | 3 | 1 | 0 | 2 | 5  | 7  | -2 | 2   |

| Equipo 1        | Resultado | Equipo 2        |
| --------------- | --------- | --------------- |
| Yugoslavia      | 1-2       | Islandia        |
| Unión Soviética | 1-4       | España          |
| Yugoslavia      | 1-3       | Unión Soviética |
| Islandia        | 1-2       | España          |
| España          | 2-3       | Yugoslavia      |
| Islandia        | 0-2       | Unión Soviética |

## Fase final
|  | Semifinales            | Semifinales            |   |                   | Final             | Final |  |
|  |                        |                        |   |                   |                   |       |  |
|  |                        |                        |   |                   |                   |       |  |
|  | Bulle, 15 de mayo      |                        |   |                   |                   |       |  |
|  | Alemania (DP 7-6)      | 1                      |   |                   |                   |       |  |
|  | Francia                | 1                      |   |                   |                   |       |  |
|  |                        |                        |   |                   |                   |       |  |
|  |                        |                        |   |                   | Berna, 18 de mayo |       |  |
|  |                        |                        |   |                   | Alemania          | 0     |  |
|  |                        | España                 | 2 |                   |                   |       |  |
|  |                        |                        |   |                   |                   |       |  |
|  |                        |                        |   |                   |                   |       |  |
|  |                        |                        |   |                   | Tercer lugar      |       |  |
|  | Langenthal, 15 de mayo | Langenthal, 15 de mayo |   | Berna, 18 de mayo | Berna, 18 de mayo |       |  |
|  | Grecia                 | 0                      |   | Francia           | 1                 |       |  |
|  | España                 | 1                      |   |                   | Grecia (DP 4-5)   | 1     |  |

## Campeón
| Eurocopa Sub-16 1991 |
| -------------------- |
| Bandera de España    |
| España 3º Título     |

## Clasificados al Mundial Sub-17
| - Alemania | - España |